# Бретен
Бретен (на немски: Bretten; „Melanchthonstadt“) е град в западен Крайхгау, Баден-Вюртемберг, Германия с 28 826 жители (към 31 декември 2015).
Бретен се намира на около 23 km североизточно от Карлсруе. За пръв път е споменат в документ през 767 г. като Villa Breteheim в Лоршки кодекс (Lorscher Codex). През 1254 г. е споменат за пръв път като „град“.

## Личности
- Филип Меланхтон (Philipp Melanchthon/Philipp Schwarzerdt; * 16 февруари 1497 в дома на дядо му Йохан Ройтер на пазара в Бретен; † 19 април 1560 във Витенберг), църковен реформатор

- Филип Меланхтон 1543
- Къщата на Меланхтон на пазара в Бретен (1897)
- Шадраваът на пазара в Бретен
- Бретен 1645
- Бретен
- Бретен
- Гарата на Бретен